# Dr. Oetker Schulkochbuch

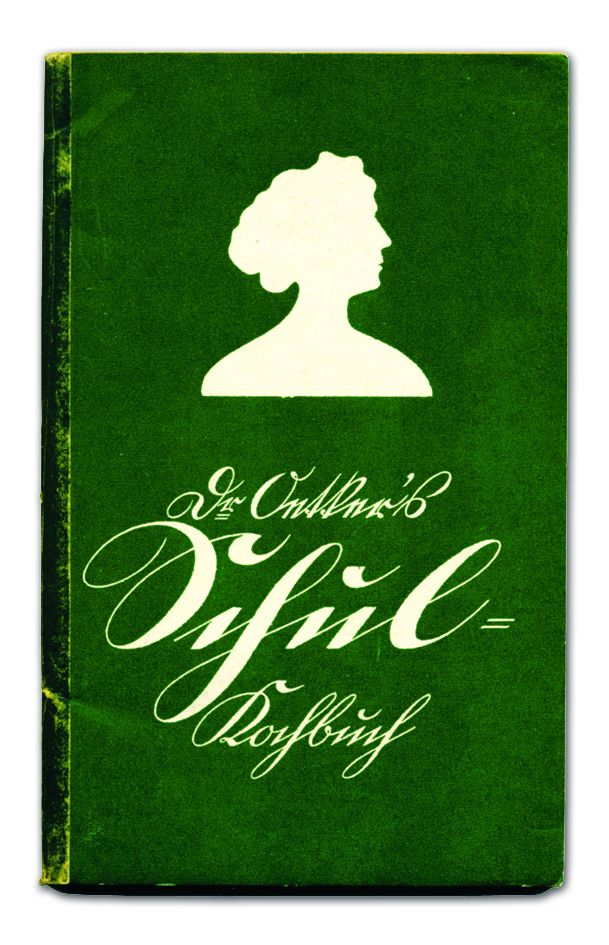
Buchdeckel von „Dr Oetker's Schul-Kochbuch“ (1911, in Kurrent)

Das Dr. Oetker Schulkochbuch – Das Original ist ein deutsches Kochbuch, das im Dr. Oetker Verlag erscheint. Es enthält sowohl traditionelle als auch moderne und internationale Rezepte. Erstmals erschien das Kochbuch im Jahr 1911.

## Geschichte
Die erste Auflage des Schulkochbuchs wurde 1910 von der Bielefelder Hauswirtschaftslehrerin Emilie Henneking geschrieben, die ihre praktischen Erfahrungen aus der Kochschule in einem Buch zusammenfasste. Ihr Ziel war es, das Wissen an nachfolgende Generationen weiterzugeben, damit (insbesondere) die Frauen das Handwerk des Kochens erlernten. Hintergrund waren die veränderten Familienstrukturen zu Beginn des 20. Jahrhunderts. Das Schulkochbuch stellte in dieser Zeit einen praxisnahen Ratgeber dar, der neben den gesammelten Rezepten auch Tipps zur Haushaltsführung enthielt. Im Laufe der letzten 100 Jahre wurden die Rezepte und das Layout laufend den wechselnden Anforderungen und aktuellen Lebenssituationen in Deutschland angepasst.
1927 erschien das Schulkochbuch in überarbeiteter Auflage erstmals mit Bildern. Bereits zu diesem Zeitpunkt war es das Standardwerk in Millionen von Haushalten sowie in Koch- und Hauswirtschaftsschulen.
Seit 1937 wurden stetig neue, überarbeitete Auflagen gedruckt. Die 1937er-Auflage nahm die Diktion des Nationalsozialismus mit auf und riet der deutschen Hausfrau bei der „Aufstellung des Küchenzettels“:
„Man beweise Verständnis für die Maßnahmen der Regierung im Kampf um die deutsche Nahrungsfreiheit und bevorzuge bodenständige Erzeugnisse.“
Obgleich 1937 noch kein Mangel herrschte und Deutschland den Krieg erst zwei Jahre später begann, sorgte das Schulkochbuch schon vor, indem es Eintöpfe, fleischlose Gerichte, Sparsamkeit und Resteverwertung auf den Plan schrieb. Selbst Gänsehälse wurden verwertet: zu „gefülltem Gänsehals“.
Im Jahre 1950 gründete das Unternehmen Dr. Oetker einen eigenen, gleichnamigen Verlag, um den Vertrieb der Koch- und Backbücher eigenständig zu übernehmen. Aufgrund der wachsenden Verbreitung von Elektroherden in Deutschland erschien die Neuauflage 1952 in zwei Versionen: Neben der klassischen Ausgabe mit den Zubereitungsanleitungen am Gasherd wurde zudem noch eine spezielle Ausgabe für Elektroherde veröffentlicht. 1976 wurde diese Trennung wieder aufgehoben und das Schulkochbuch erschien fortan wieder in einer einheitlichen Ausgabe mit Zubereitungsanleitungen für beide Geräte.
Angesichts der „Fresswelle“ in der Nachkriegszeit finden sich in den ab 1960 veröffentlichten Auflagen verstärkt Informationen über den Nahrungsbedarf, speziell für Heranwachsende und schwangere bzw. stillende Frauen.
In den 80er und 90er Jahren wurde ein Fokus auf bewusste Ernährung gelegt, da Themen wie Übergewicht und die daraus resultierenden Krankheiten in der deutschen Gesellschaft an Bedeutung gewannen.
Im Jahr 2011 wurde anlässlich des 100-jährigen Jubiläums eine Jubiläumsausgabe und eine Chronik zum Schulkochbuch veröffentlicht, die unter dem Titel Iss doch wenigstens das Fleisch! im Dr. Oetker Verlag erschienen ist. Mit über 19 Millionen verkauften Exemplaren zählt das Schulkochbuch zu den meistverkauften Kochbüchern weltweit. Die Jubiläumsausgabe schaffte es in der am 1. September 2011 veröffentlichten Stern-Bestsellerliste in der Kategorie „Sachbücher“ auf Platz 4 und in der Bestsellerliste vom Focus in der Kategorie „Ratgeber“ am 5. September 2011 auf Platz 2. Die aktuelle Ausgabe des Schulkochbuchs erschien am 9. April 2018 und wurde umfassend überarbeitet und erweitert. Die neue Ausgabe umfasst 592 Seiten mit 455 Rezepten und 522 Fotos.
Seit dem 1. Januar 2016 erscheinen die Bücher und E-Books unter der Marke Dr. Oetker Verlag als Lizenz zu der Edel SE gehörenden ZS Verlag GmbH (München).

## Besonderheiten
Die Besonderheit des Schulkochbuchs liegt in der detailgetreuen und praxisnahen Verschriftlichung der Rezepte, die von der Dr. Oetker-Versuchsküche entwickelt und unter unterschiedlichen Haushaltsbedingungen getestet werden.
Seit der ersten Auflage war das Buch im Stile eines Lehrbuchs verfasst, mit dem das Kochen von Grund auf erlernt werden kann. Über die Jahre wurden zusätzliche inhaltliche Aspekte wie Warenkunde, Ernährungslehre und Hauswirtschaft integriert. Ein weiteres Merkmal ist die Aktualität der Inhalte, die durch fortwährende Überarbeitung bestehender Rezepte und das Integrieren neuer Rezepte erzielt wird.

## Aufbau
Das Buch beginnt mit einer Einführung, welche allgemeine Hinweise (beispielsweise Portionsgrößen) umfasst. Die einzelnen Rezepte sind in 13 Speisearten (beispielsweise Fleisch, Wild, Saucen, Eierspeisen etc.) aufgeteilt.  Jedes Kapitel zur Speiseart beginnt mit einem 2-seitgen Ratgeber. Das umfassende Kapitel- und Stichwortverzeichnis am Ende führt direkt zu den entsprechenden Seiten. Auf einer Doppelseite wird in der Regel ein Rezept vorgestellt. Zubereitungstext,  Zutatenliste und Tipps befinden sich dabei auf der linken Seite, und ein vollflächiges, farbiges Rezeptmotiv auf der rechten Seite. Zum besseren Verständnis sind komplizierte Zubereitungsschritte mit durchnummerierten Step-Fotos bebildert.

## Ausgaben
- Dr. Oetker Schulkochbuch – Das Original. Dr. Oetker Verlag, Bielefeld 2011, ISBN 978-3-7670-0663-8.